# 大同市第一中学
大同市第一中学，简称大同一中，是山西省大同市教育局所属的一所全日制完全中学，也是山西省首批重点中学。现任校长为张晋平。

## 校史
清光绪三十年（1904年），大同府知府刘瀛将云中书院改办为大同府中学堂，次年正式开学，成为了大同市中学教育的开端。首批学生有五十余人，招自大同府所属二州七县。大同廪生胡嗣温受聘担任第一任监督（即校长）。
宣统三年（1911年）夏，刘应昭接任监督。同年大同发生辛亥起义，革命军政府占用校舍，学校停办。
1912年，刘应昭发函邀请大同府、朔平府两府各县官绅来同商议复校事宜。议定学校由各县共同出资，校名改为“大朔中学校”，刘应昭继续出任校长。
1913年学校由省接管，易名“山西省立第三中学校”，孟元文任校长。1917年，苑友梅接任校长，提议新建校区。1918年，省拨款八万余元，于大同城西五里河畔花五百余元购土地五百亩兴建新校区。（此校区即今山西大同大学大同师范分校所在地，2006年5月25日国务院公布为第六批全国重点文物保护单位。）1921年7月，学校迁入新址。阎冯、晋奉军阀战争中，学校被迫停课数月。1934年再度易名为“山西省立大同中学校”，校长庞善守，并开设高中部。
1937年9月大同沦陷后省立大同中学校校园被日军用作陆军医院，校内教学设备、藏书等等尽遭破坏。1939年，伪晋北政厅恢复大同中学校。1944年改名为大同工业中学校。期间实施奴化教育，先后提出了“防共、灭共，日满蒙睦邻亲善，复兴东洋道德”和“增强蒙古政权理想的认识，陶冶忠诚奉公道德，建立东亚新秩序”的教育方针。每日早晨学校举行朝会，师生须向东90度鞠躬进行“东方遥拜”；珍珠港事件后，每月8日召开纪念会；每周有一天或半天学生须到日军营房、神社劳动，称“勤劳奉仕”；逢日本人过节，须去神社行礼。
抗战胜利恢复“山西省立大同中学校”校名。1949年后，军管会接收大同中学校，更名为“察哈尔省大同中学校”。撤销的大同中正中学、宁武中学和勒令迁回原址的怀仁中学的部分学生并入学校。同年夏，迁回十里河校区。1952年6月，更名“察哈尔省大同第一中学校”，年底又改名为“山西省大同第一中学校”。
1972年3月，与大同师范互易校名，校址迁至大同市师校街（大同府衙门原址）。
1981年2月被省教育厅确定为首批省重点中学。
因大同市启动大同府衙门保护工程，大同一中在大同市城区向阳东街建设新校区，并于2010年9月迁至新址。
2012年12月，大同一中与新西兰北但尼丁Logan Park中学签订了合作办学协议。

## 校歌

### 山西省立第三中学时期
山西省立第三中学时期，苑友梅任校长时曾以“弘毅”为校训，并据此编定校歌：
形势据云中，歌慷慨。燕赵古雄风，天下号劲兵，至今日尚武在修文。众志成城。弘量包天地，毅力冠古今；淬学识，砺精神，准备得，赤手挽乾坤。

### 大同一中之歌
2007年学校向师生征集校歌、校徽。最后采用了《大同一中之歌》作为校歌。
大同一中之歌
集体 孙一鸣作词

孙一鸣作曲